# Uredinium

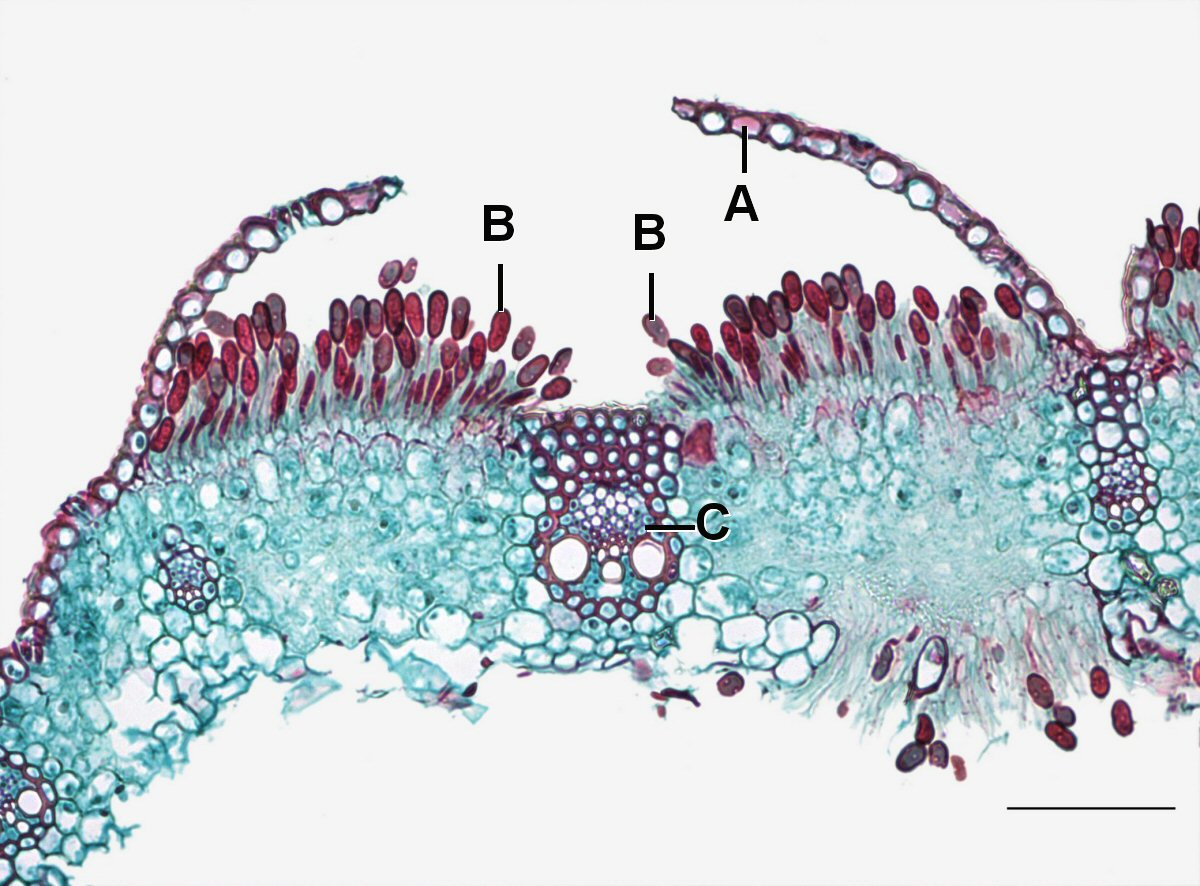
Uredinium rdzy zbożowej. A – rozerwana skórka liścia, B – urediniospory, C – wiązka naczyniowa liścia. Kreska pod rysunkiem ma długość 1 mm

Uredinium, uredium lub uredosorus – poduszeczkowatego kształtu skupisko urediniospor. Występuje u grzybów z rzędu rdzowców (Pucciniales) oraz głowniaków (Ustilaginomycetes). Zazwyczaj ma barwę żółtą, pomarańczową lub rudawą i powstaje na dolnej stronie liści.
U rdzy zbożowej (Puccinia graminis) uredinia rozwijają się na zbożach zarażonych przez zarodniki zwane ecjosporami. Z kiełkujących ecjospor powstaje grzybnia, która zbudowana jest z diploidalnych i dwujądrowych strzępek, przy czym jedno jądro jest (+), drugie (-). Uredinia wytwarzane są tylko w początkowym okresie wegetacji zbóż, później zamiast nich z ecjospor powstają telia i teliospory. Przez jakiś czas telia i uredinia występują równocześnie, później wytwarzane są już wyłącznie telia.
U rdzy zbożowej uredinia powstają pod skórką źdźbeł i liści. Powstające w nich uredinispory wydostają się przez pęknięcia skórki, które są widoczne jako pomarańczowe plamki lub kreski na powierzchni liści i źdźbeł. Wytwarzane w nich teliospory mogą zarażać sąsiednie rośliny i zazwyczaj szybko w ciągu lata rozprzestrzeniają chorobę na całym polu. W jednym sezonie wegetacyjnym powstaje kilka generacji urediniospor i to one pełnią najważniejszą rolę w rozprzestrzenianiu się choroby.